# Google Fiber
Google Fiberとはテキサス州オースティン、カンザス州カンザスシティ、ミズーリ州カンザスシティとノースカンザスシティ、ユタ州プロボにて光有線通信を使った実験的なブロードバンドインターネット・ブロードバンドインターネット接続を構築するプロジェクトである。
実施場所は競争による選考過程によって選ばれ、最初は1,100以上のコミュニティにサービスが提供された。2011年3月30日、Googleはカンザス州カンザスシティで最初に新しいネットワークの提供を行うことを発表した。
ネットワークのインフラ構築が行われた後の2012年7月、GoogleはGoogle Fiberの料金設定を発表、無料のブロードバンドインターネット、月額70ドルの1Gbpsインターネット、月額120ドルのテレビ放送サービスの3プランやさらに1テラバイトのGoogleドライブやそのGoogleドライブに追加する形で2テラバイトのデジタルビデオレコーダー(DVR)のテレビ放送サービスが提供されるとされる。DVRは8つの番組を同時に録画することができる。テレビジョンサービスではNexus 7をリモコンとして使用することができる。加えて、iPadやAndroidタブレットでストリーミングすることもできる。カンザスシティ住民がサービスを受けられる地域は需要によって選ばれ、Googleはサービスを受けるための予約を行うサイトを用意している。

## 技術的仕様
Google Fiberは上り下り両方1ギガビット/秒のインターネット接続を提供することができる。これは1,024メガビット/秒もしくは128メガバイト/秒（1バイトは8ビットと同じ）でほとんどの米国民が使っているものより約100倍速い。フルのギガビット速度をWiFiで得るためにはルーターに接続したWiFiルーター（無線ルーター）が必要で現在、存在しているWiFi規格は一般的に5GHz802.11ac/n/a/n 2.5GHz802.11n/g/bである。これらの中で一番理論値が早いとされる5GHz11acであり、理論値は、6.9Gbps。

## 利用可能地域
- カンザス州カンザスシティ - 2011年3月30日、最初のGoogle Fiber利用者としての応募が1,100人以上あったことで選ばれた。
- ミズーリ州カンザスシティ - カンザス州カンザスシティに関する発表から17日後、Googleはミズーリ州カンザスシティにもサービスを提供することを発表、州境に跨って提供されることになり、2012年9月から提供が始まった。
- カンザス州オレイサ - 2013年3月19日、Googleは提供地域をオレイサに拡大することを発表[7]。
- テキサス州オースティン - 2013年4月9日、オースティンがGoogle Fiber提供地域に選ばれた[8]。
- ユタ州プロボ - 2013年4月17日、Google Fiberを提供する次の年としてプロボを選んだ[9]。
- ミズーリ州ノースカンザスシティ - 2013年4月19日、Googleは既存の「リンクシティ」ファイバー網を20年間のリースを受け始めることを発表した[10]。

ユタ州プロボでの提供は既存のiProvoという光ファイバー網を1ドル買収することやシステム構築で発生した市の借金を消却することで達成するとしている。光ファイバーのバックボーンは既に存在しているので、初期費用が300ドルもするカンザスシティと異なり、プロボのユーザーは30ドルのみで済むという。
プロボとノースカンザスシティではギガビット容量にアップグレードされる予定とされる。

## 選考過程
Googleは当初、2010年末に勝者を発表する予定と述べたが、1,100以上の申し込みを審査するのに必要な時間が増えたため12月中旬に発表を取り下げ、Google Fiber提供地域の選定日を2011年初めに延期するとした。
誘致のための応募は簡単なものだった上いくつかは単純明快な主張をするものだった。これは自分たちの街が選ばれることを期待して注目を集めるための様々な行動に繋がった。例として:
- バトンルージュ住民はロジャー・ホジソン（英語版）の「Give a Little Bit」の替え歌「Give a Gigabit」を披露した。

- 南カリフォルニアのグリーンビルでは1000人の市民が「世界初で最も広い人造のGoogleのチェーン」を製作、空からGoogleのカラフルなロゴが見えるものだった。
- カンザス州トピカは一時的に市名をGoogleに変更した。
- Will Google Play in Peoria, IL?と書かれたバナーを冠した小型飛行機がカリフォルニア州マウンテンビューにあるGoogle campusの上を飛行した[19]。
- フロリダ州サラソータにある島の1つが一時的に「グーグル島」と島名が変更された[18]。

自治体や市民による誘致のためのビデオをYouTubeに投稿する例もあった:
- サラソータのPRビデオではボビー・マクファーリンのDon't Worry, Be Happyが使われていたがワーナー・ミュージック・グループはユーザー投稿のビデオでの使用は認めていない[18]。このビデオはFacebookのビデオサービスを通じてアップロードされた[18]。ダルースの市長は冗談ながら最初に生まれた子どもにGoogle FiberもしくはGooglette Fiberと命名するように提言した[20]。カリフォルニア州ランチョクカモンガの市政府は「Rancho Googlemonga（→ランチョグーグルモンガ）」と愛称を設定した[21]。
- コメディアンで上院議員のアル・フランケンはミネソタ州ダルースを支持するビデオをYouTubeに投稿した[22]。
- ミシガン州アナーバーではジョン・ヒーフティー（英語版）市長やミシガン大学学長のマリー・スー・コールマン（英語版）といった街の名士が出てくるデビッド・レターマンスタイルトップテンリスト（英語版）が登場するYouTubeチャンネルを開設した[23]。ならGoogleFestという祭り[24]を開催し、100人の参加者と「Ann Arbor Google Fiber, ain't Nothing any finer.（→アナーバーとGoogle Fiber、これほど良いのは無い。）」と称したダンスとチャンティングを行った[25]。

## スタンフォード大学近辺での試用
2011年夏、Googleはサービスを開始する予定のカリフォルニア州パロアルトのスタンフォード大学近くの住宅地の1つで無料試用を提供した。

## エイプリルフール
2013年のエイプリルフールでは「Google Fiber to the Pole」が紹介された。この説明では「Google Fiber to the Poleはカンザスシティ中のファイバーフッドにユビキタスなギガビット接続提供する。このGoogle Fiberの技術において最も新しいイノベーションは外出してもGoogle Fiberの非常に速いギガビット速度で使用出来る。」と述べており、「Learn More」や「Find a pole near you（→近くのポールを探して）」というボタンをクリックすると、「これはエイプリルフールだ。ファイバーポールなんて存在しないけど、我々はクールなスタッフと共に働いている。Fiberに関する全てのことを投稿するから我々のブログをチェックを続けて欲しい。」というメッセージが表示された。